# Literary Review
Literary Review je britský literární časopis, který byl založen v roce 1979 Annou Smithovou, vedoucí oddělení anglického jazyka na Edinburské univerzitě. Sídlem je Lexingtonská ulice v Londýně.

## Charakteristika
Magazín je vydáván jedenáctkrát ročně. Náklad k roku 2008 dosahoval výše 44 750 výtisků. Každé číslo obsahuje šedesát čtyři stran. Od roku 1997 se na titulní straně objevují ilustrace Chrise Riddella. Čtrnáct let magazín řídil novinář Auberon Waugh. K roku 2015 byla šéfredaktorkou Nancy Sladek. Periodikum také tiskne románové tituly.
V časopisu jsou otiskovány recenze zaměřené na širokou škálu nově publikovaných knižních děl – romány, životopisy, cestopisy, nebo knihy z historie a politiky. Mezi přispěvatele se zařadili spisovatelé, žurnalisté, akademici a další myslitelé, jako Diana Athillová, Kingsley Amis, Martin Amis, Beryl Bainbridgeová, John Banville, Julian Barnes, Maile Chapmanová, Hilary Mantelová, John Mortimer, Malcolm Bradbury, AS Byatt, Paul Johnson, David Starkey, John N. Gray, Robert Harris, Nick Hornby, Richard Ingrams, Joseph O'Neill, Lynn Barberová, Derek Mahon, Oleg Gordijevskij, John Sutherland a DJ Taylor.
Od roku 1993 časopis uděluje anticenu Bad Sex in Fiction Award (Cena za špatný sex v románu) pro spisovatele, jenž podal nejhorší popis sexuální scény v jinak dobrém románovém příběhu.